# Dichorisandra incurva
Dichorisandra incurva är en himmelsblomsväxtart som beskrevs av Carl Friedrich Philipp von Martius. Dichorisandra incurva ingår i släktet Dichorisandra och familjen himmelsblomsväxter. Inga underarter finns listade.